# Schwieberdinger Lammbrauerei

Logo der ehemaligen Schwieberdinger Lammbrauerei

Die Schwieberdinger Lammbrauerei war eine von 1812 bis 1982 existierende Privatbrauerei in Schwieberdingen.

## Geschichte der Brauerei
Das Unternehmen wurde 1812 als Brauerei zum Lamm Konrad Müller gegründet. Mit Ausnahme der Zeit von 1875 bis 1890, als es mit der Brauerei zum Ochsen Carl Völlm einen zweiten Braubetrieb in Schwieberdingen gab, war es die einzige Brauerei vor Ort. 1837 kaufte Gottfried Wilhelm Essig die Brauerei zum "Lamm". Bis in die 1970er Jahre stieg der Brauereiausstoß auf rund 16.000 abgefüllte Flaschen am Tag. 1981 wurde das mittelständische Brauereiunternehmen an die Großbrauerei Stuttgarter Hofbräu verkauft und stellte den Betrieb 1982 ein.
Auf dem ehemaligen Brauereigelände sind heute verschiedene Einzelhandelsgeschäfte untergebracht. Die im Denkmalbuch eingetragene Brauereigaststätte wurde in den 1990er Jahren noch einige Jahre bewirtschaftet und 2014 abgerissen.

## Produkte
- Lamm-Bräu
- Export Pils
- Edelpils Pilsner
- Meisterbock
- Volksfestbier
- Fruchtsaft, Zitro und Orange

## Liedgut
Zu Werbezwecken schuf die Schwieberdinger Lammbrauerei mehrere Trinklieder, die meist zu vorgerückter Stunde in den brauereieigenen Zelten auf Festen wie dem Markgröninger Schäferlauf, dem Bietigheimer Pferdemarkt oder auf dem Cannstatter Wasen angestimmt wurden. Am bekanntesten sind die beiden Lieder Schwieberdinger Bier sowie Wir trinken noch ein Bier, die in den 1970er Jahren vom schwäbischen Schauspieler Werner Veidt gesungen als Schallplatte herausgebracht wurden:
| Schwieberdinger Bier Kommt ein Gast noch unbekannt Her in unser Gäu Fragt, was denn im Schwabenland Zu empfehlen sei Wenn in froher Runde man Hier ins Wirtshaus geht Was denn für Getränke dann Spezialität? Dann rufen alle wir Schwieberdinger Bier \|: Schwieberdinger Bier, Lebenselixier, Edles Nass, frisch von Fass, Da sind wir dafür, Schwieberdinger Bier, Lebenselixier, Darum trinken alle wir, Schwieberdinger Bier, Lebenselixier, Darum trinken alle wir, Schwieberdinger Bier,:\| Hat der Gast sich eingelebt, Hier bei uns im Land, Weiß er, was ihn stets belebt, Weil es ihm bekannt, Fragt der Wirt ihn trotzdem mal, Herr, was darfs denn sein? Singen alle im Lokal, Und er stimmt mit ein: Schwieberdinger Bier, Schwieberdinger Bier. \|: Schwieberdinger Bier, Lebenselixier, Edles Nass, frisch von Fass, Da sind wir dafür, Schwieberdinger Bier, Lebenselixier, Darum trinken alle wir, Schwieberdinger Bier, Lebenselixier, Darum trinken alle wir, Schwieberdinger Bier,:\| Prost Schwieberdinger! | Wir trinken noch ein Bier Hast du mal Kummer und Sorgen, Hast du mal Pech mit dem Glück, Warte nicht erst auf das Morgen, Nütze den Augenblick. Sitzt du mit Freunden zusammen, Öffne dem Frohsinn das Tor, Kennst du auch nicht alle Namen, Singe mit ihnen im Chor. \|: Wir trinken noch ein Bier, Denn deshalb sind wir hier, Wir können nichts dafür, Wir brauchen noch ein Bier Noch ein Bier, noch ein Bier, Ein Schwieberdinger Bier Noch ein Bier, noch ein Bier, Ein Schwieberdinger Bier:\| Freunde wir wollen genießen, So lange es uns noch vergönnt, So lange die Brünnelein fließen, Bis uns der Morgen trennt, Laßt uns beisammen noch bleiben, Wir halten stundenlang aus, Wir lassen uns nicht vertreiben, Wir gehn erst morgens nach Haus. \|: Wir trinken noch ein Bier, Denn deshalb sind wir hier, Wir können nichts dafür, Wir brauchen noch ein Bier Noch ein Bier, noch ein Bier, Ein Schwieberdinger Bier Noch ein Bier, noch ein Bier, Ein Schwieberdinger Bier:\| |